# Szewnia (Gorliczyna)
Szewnia – osada wsi Gorliczyna w Polsce położona w województwie podkarpackim, w powiecie przeworskim, w gminie Przeworsk.
W latach 1975–1998 osada administracyjnie należała do województwa przemyskiego.